# بروك بيترسون
بروك بيترسون (بالإنجليزية: Brock Peterson)‏ هو لاعب كرة قاعدة أمريكي، ولد في 20 نوفمبر 1983 في سنتراليا في الولايات المتحدة.

## وصلات خارجية
- بروك بيترسون على موقع دوري كرة القاعدة الرئيسي (الإنجليزية)
- بروك بيترسون على موقعبيزبول رفرنس.كوم (الدوري الرئيسي) (الإنجليزية)
- بروك بيترسون على موقعبيزبول رفرنس.كوم (الدوري الثانوي) (الإنجليزية)
- بروك بيترسون على موقع إي إس بي إن.كوم (أم.أل.بي) (الإنجليزية)
- بروك بيترسون على موقع مشجعي الرسوم البيانية (الإنجليزية)